# ハチノスツヅリガ
ハチノスツヅリガ Galleria mellonella は、メイガ上科のガの1種。幼虫がミツバチの巣を食い荒らすことでよく知られ、日本ではスムシと呼ばれる。ハチミツガとも言う。

## 特徴
開長は雄で14 - 23 mm、雌では20 - 35 mmほどの蛾で、雌の方が雄より大きい個体が多い。頭部は白褐色をしており、頭部には鱗片があって前に突き出している。触角は雌雄ともほぼ糸状。触角の基部はやや平たくなっており、触角はほぼ褐色をしている。下唇鬚は淡い鼠色の地に黒い鱗粉がまばらに入る。下唇鬚は雄では短くてやや上を向くが、雌では長くて前に伸び、末端の節が上を向く。この属のものの共通の特徴として、前翅の後端が角張っている。本種の場合、前翅の前端側の端が少し突き出し、中程はくぼみ、後端の端が少し張り出している。前翅は赤褐色ではあるが、後ろの縁は多少色が淡く、また翅の基部から後ろ側の角に向かって縦に幅広く灰色を帯びた部分がある。中央に内寄りと外寄りに縦に並ぶ黒斑の列があるが、後方の縁に近いもののみが明瞭となっている。後翅は暗褐色をしている。
和名はハチノスツヅリガ、またはハチミツガであるが、那須他編(2013)や吉田(1981)など近年のものではハチノスツヅリガを採っているようで、逆に石井他編(1950)や(江崎他(1957))など古いものではハチミツガを採っている。他方でウィルソン＝リッチ(2015)はハチミツガの名を本種や近縁でやはり蜂の巣を加害するコハチミツガなどの総称としている。

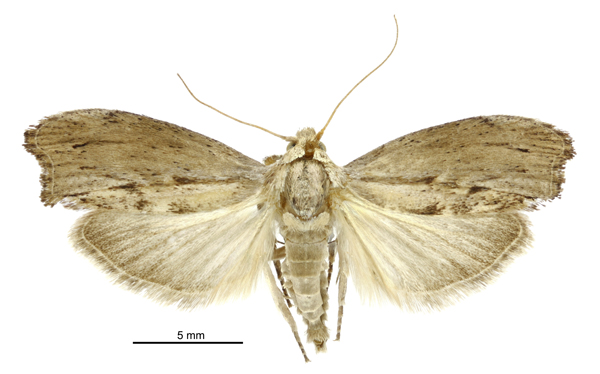
雄成虫
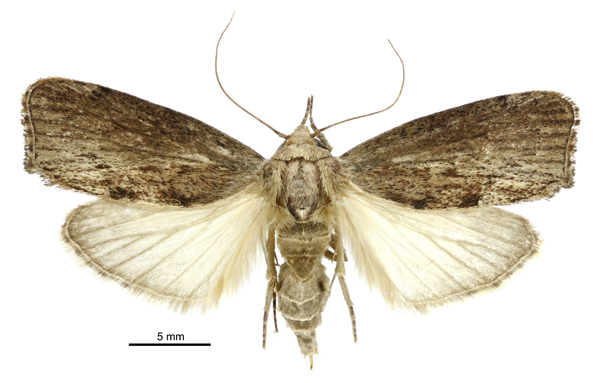
雌成虫

## 生態
年2化性と思われ、成虫の出現時期は6月と8–9月である。
生活史として、以下のようなことが知られている。
交尾を終えた雌成虫は夕方にミツバチの巣に侵入して産卵し、夜明けに巣を去る。卵は1粒ずつばらばらの状態からまとまって産まれる場合もあり、最大127個までの集団を作る。卵の孵化に要する時間は33 ℃の時が最も早く、その温度では7–8日で孵化が起きる。雌は時に1分に1002卵を産むほどに速い速度で産卵し、また雌1個体当たりの産卵数は平均でも1000個にもおよび、他の食品加害の蛾に比してきわめて大きい。
孵化した幼虫は素早く移動して巣内に散らばり、巣を囲む木材の割れ目や巣片の下などに潜り込む。そこから巣を囓り始め、その周囲に帯状の囓り屑や排泄物の壁を作ってゆく。2–3齢ではさらに囓って巣板の内部へ進み、特に巣孔のそこに穴を開け、巣板面とほぼ並行に巣穴を広げる。4齢以降では巣孔奥の壁に穴を開け、糸を出して作ったトンネルという壁を作るようになる。幼虫は夜間に摂食をして、主として巣板を食べ、時に巣基も食害する。幼虫は6–10齢までで、この幅で変動があるようであるが、若齢幼虫は各齢で2–3日、それ以降終齢までは4–5日、終齢幼虫は7–8日ほどとなっている。
終齢幼虫は巣の周りの木材に舟形のくぼみを作るか円筒形の穴を掘り、その中で蛹化する。時に巣から這い出し、周囲で蛹化する例もある。蛹の期間は20 ℃で約20日、30 ℃で約10日ほどである。これら発育期間の総計は20 ℃で98日、33 ℃が最短で45日である。羽化は主に夕方に行われ、その大部分が午後5–10時に、ごく一部が午前6–11時に起こる。羽化した成虫は巣から離れ、空間のある場所で翅を広げる。日が暮れると成虫は飛び立ち、高さ12 m以上の木の茂みに隠れる。成虫の寿命は雌の場合には20 ℃で19日、30 ℃で9日、35 ℃で6日程度、雌は雄より短命で、交尾すると雄は寿命が延び、雌では逆に短くなる。

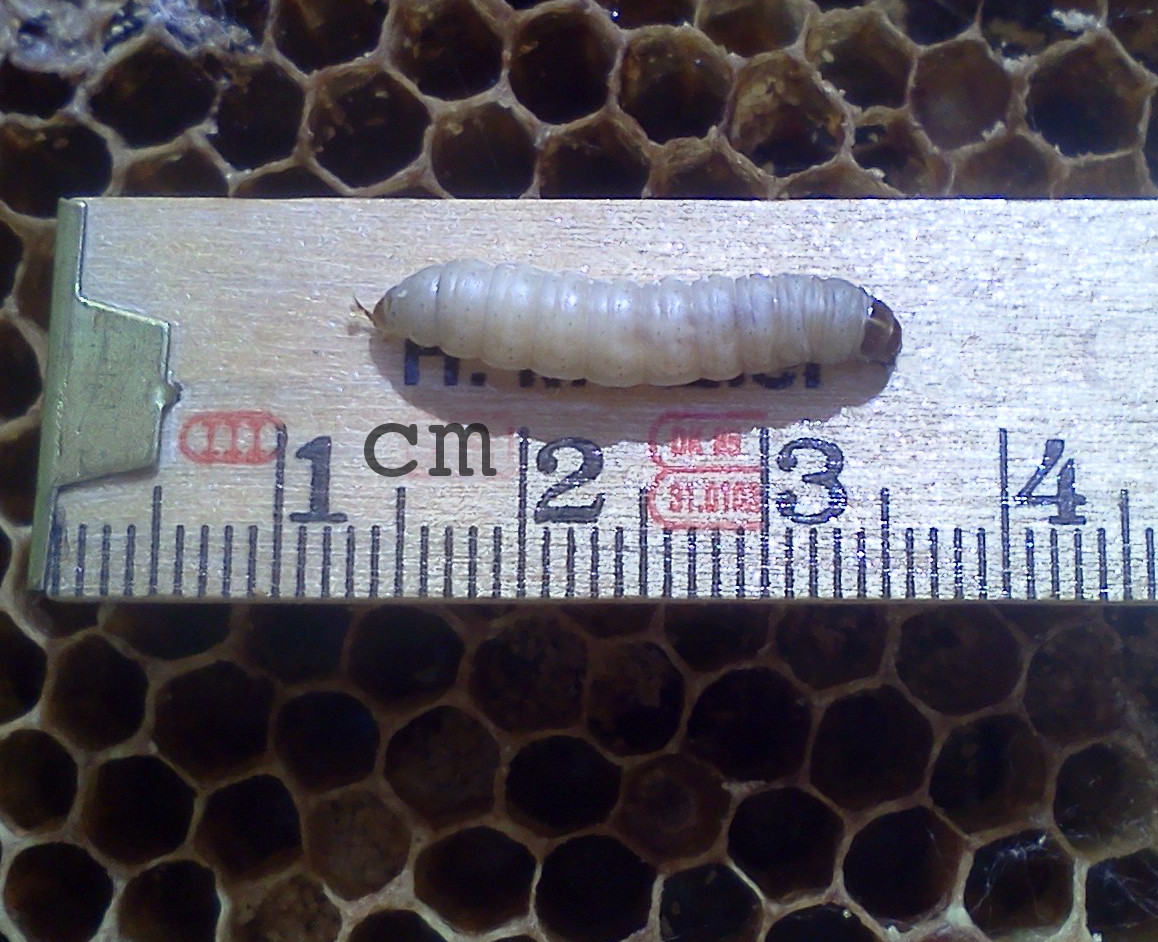
幼虫
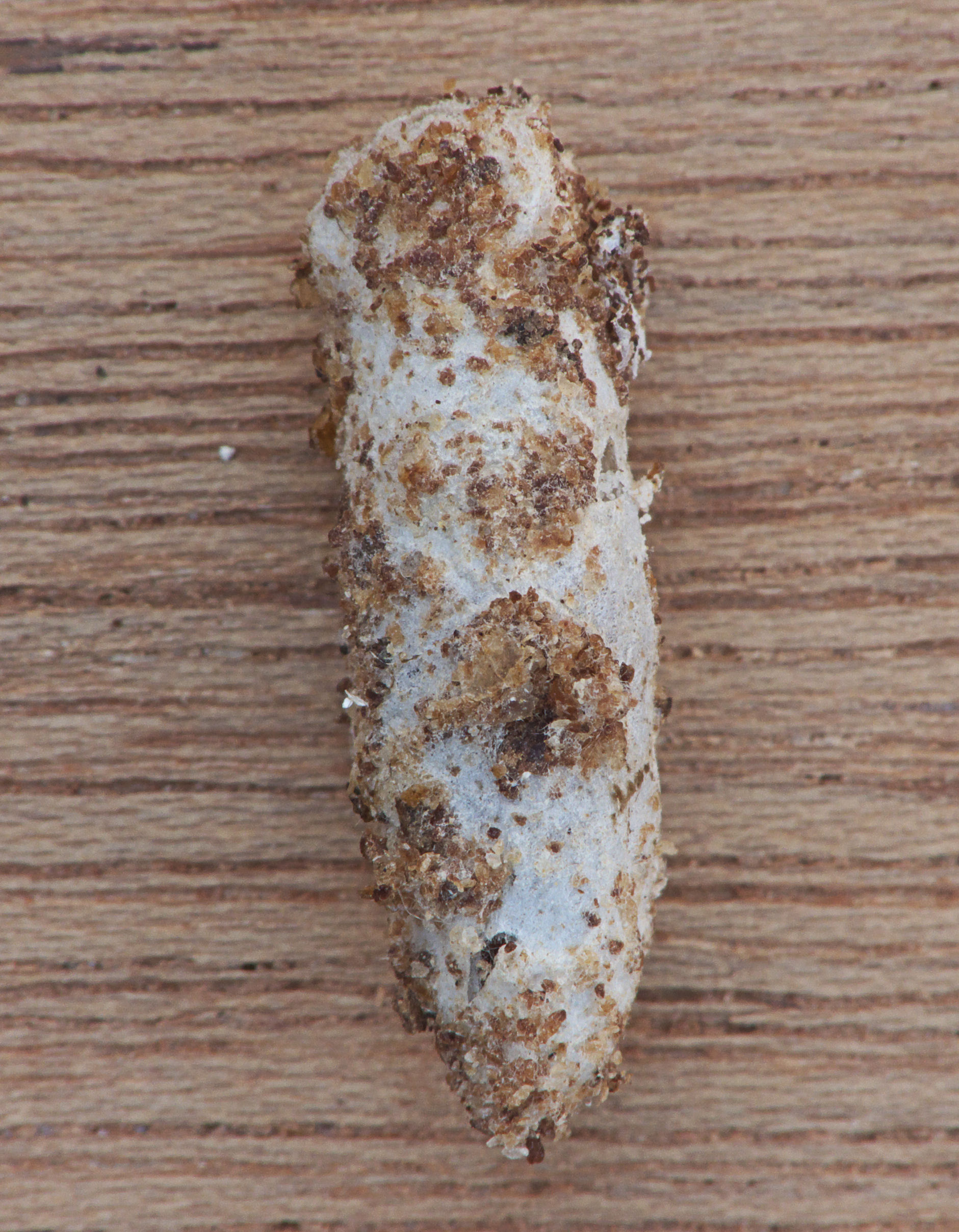
蛹の入った繭

### 食性
幼虫が食べるものとしては以下のものがあげられる（実験的なものも含む）。
- ミツバチの巣材、ミツバチや同種成虫の死骸、蛹やその抜け殻、自種の排泄物、蜂蜜、花粉、小麦粉、サツマイモ、乾燥大豆、ロウソクなど

ミツバチの巣材であるワックスをこの種は食べ、栄養源とすることが出来る。その消化は内部寄生の微生物によっている。幼虫の成育において、ワックスは必ずしも必須ではないが、餌にワックスを混ぜると成長が促進される。これは含水量が少ない餌を食べる中で代謝水の源として役立つためとされる。
人工的な餌も考案されており、現在では自然の餌よりよい生育が得られる。例えばふすまを中心にイーストや小麦粉、コーンミールなどを混ぜたものがある。

## 分布
日本では本州、四国、九州、対馬、琉球列島の沖縄島、小笠原諸島の父島から知られ、国外では台湾、朝鮮半島南部、中国、ロシア東南部からヨーロッパ、東南アジア、インド、オーストラリア、北アメリカ、アフリカに知られる。ただし、例えばアメリカ合衆国でもロッキー山脈地域のような荒地には分布しない他、イギリスでは極端な高湿のために発生が抑制されているとも言われている。
本種がミツバチの巣に寄生する習性は人類が養蜂を始めるより遙か前であったと考えられ、養蜂の発達や伝搬と共に世界に広がったものと思われる。明確ではないが、その起源は東洋だと推定されている。古くはアリストテレスもこの蛾のことを記録している。世界各地、多くはその侵入時期は不明であるが、以下の地域では侵入の時期が記録されている。
- スウェーデン：1750年にドイツより
- 南アフリカ：1888年に初記録
- 日本：1791年
- オーストラリア：ニューサウスウェールズ州に1872年、南部へは1891年
- ニュージーランド：1900年
- アメリカ合衆国：一説には1805年

## 分類・類似種など
本種はツヅリガ亜科（またはツヅリガ科）に含まれ、メイガ科の中では比較的小さい群であり、世界に400種、日本で20種ほどが知られている。本種は上記のように世界に広く知られ、タイプ産地はスウェーデンであるが、種以下、亜種の区分はされていない。
同じ仲間は高等植物から蘚類にいたる様々な植物を喰うもの、貯蔵穀物を食うものなどがあり、以下の種はやはりミツバチの巣を喰うことが知られている。
- Achroia innotata ウスグロツヅリガ

本州、九州、対馬に分布し、国外では東アジアから東南アジア、インド、スリランカまで。
- A. grisella コハチノスツヅリガ

世界に広く分布するが、日本では東京と四国の高松市で記録があるのみ。
これら2種は成虫では前翅の端が前後で突き出しておらず、丸くなっている。

## 利害
ミツバチの巣を加害するものとして特に有名であるが、そのほかに毛皮や羊毛類を加害することも知られる。
他方で飼育繁殖が容易であることから釣り餌として養殖されてもいる。ブドウ類の蔓の内部を食べるブドウスカシバなどの幼虫が古くから良い釣りの生き餌になることが知られているが、近年は本種幼虫が「ブドウ虫」などの名称でそれの代用として販売されている。本種が害虫であるためにそれを攻撃する寄生蜂や寄生線虫の研究も重視されるが、本種が養殖容易であるため、より一般的な蛾類幼虫の寄生蜂や寄生線虫の研究においても本種幼虫が利用されることが多いともいう。
またプラスチック類は分解が難しいことで自然界に長く残存することが問題となっているが、本種はポリエチレンやポリスチレンを消化分解することが分かっており、その方面でも注目されている。

### 養蜂への被害
上記のように幼虫がミツバチの巣を食い、トンネルを作るのが直接の被害である。実験室内の調査では幼虫が蛹化するまでに1頭あたり平均で1.48 gのミツバチの巣を喰う。また蜜を貯めた巣に穴を開けることで蜜が零れる被害も生じ、これを蜜漏れ(weeping)と呼ぶ。
他に幼虫が蛹化する際に巣の周囲の木材を舟形に削り、あるいは円筒形に穴を開け、その中で蛹化するため、巣箱そのものが破損する。住居にミツバチが住み込んでいた場合、そこから出た幼虫が室内で蛹化する例があり、その際に壁板や壁紙を破損することもある。額縁の裏側などによくこの被害が出るという。
アメリカ、テキサス州では一頃にはミツバチの巣の5%が被害を受け、また、1922年に野外に設置した巣箱の例では被害が5–95%にも達した。被害は南の地方でより大きいともされている。

#### その評価
本種を含むこの蛾は養蜂にとっての害虫としてとてもよく知られており、広範囲かつ頻繁に見られるのは間違いないが、その重要性については判断が分かれる。ウィルソン＝リッチ(2015)では害虫のトップに取り上げられ、食害のあとには「糸でおおわれたトンネルの中に、巣の破片や排泄物だけ」が残った状態になるといい、巣の中で見つけた場合には『即座に潰して殺さなければ』ならない旨を記している。他方で被害を受けるのは群れが弱った状態の場合で、強い群れなら被害はほとんど出ない、との言葉もあり、これは蜂の群れが弱る原因が他にあり、本種の被害はむしろその結果であるとの判断ととれる。